# Oberleitungsbusdoppeltraktion

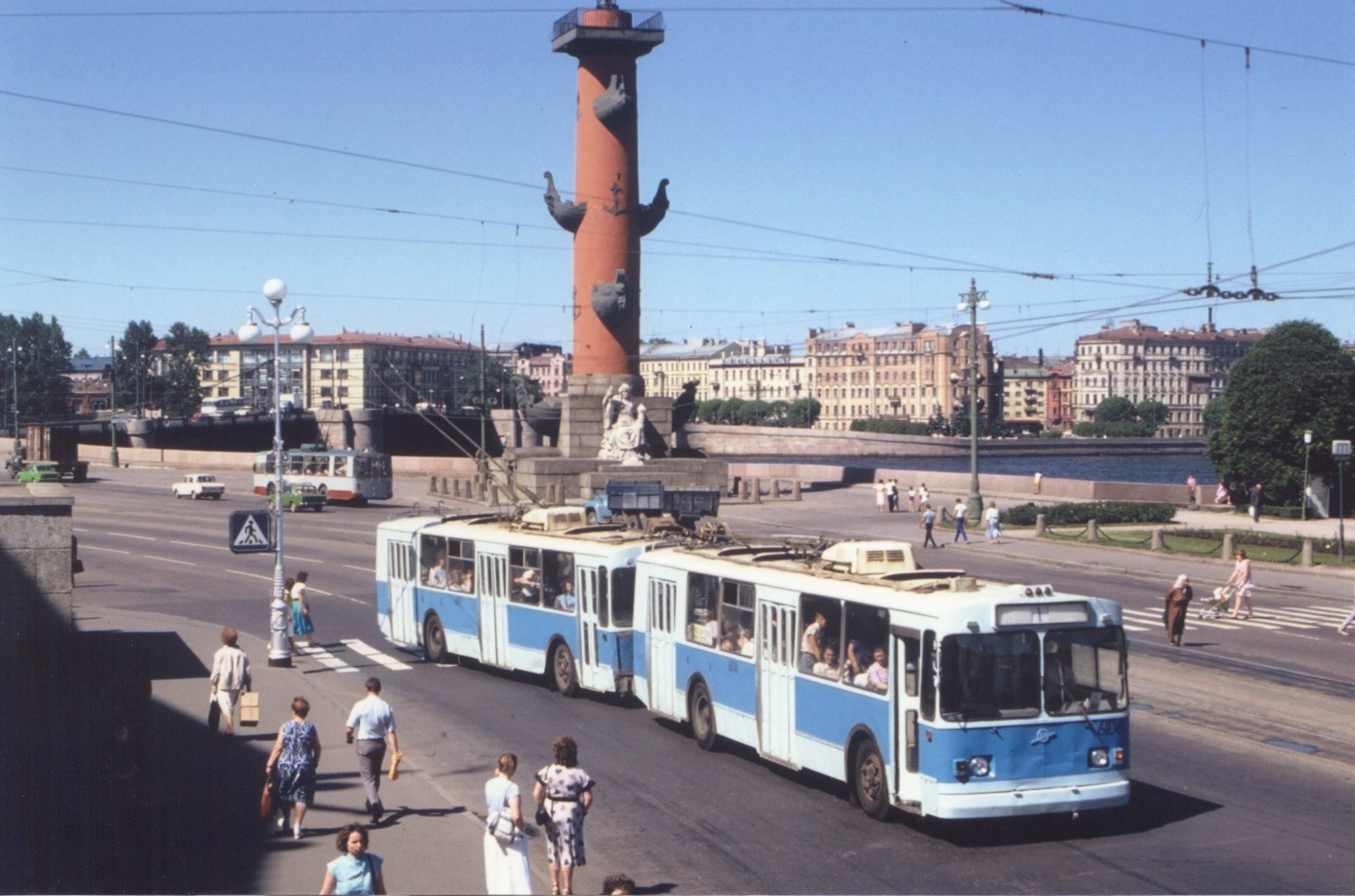
Eine ZiU-9-Doppeltraktion in Leningrad, 1987

Oberleitungsbusdoppeltraktionen (russisch Tроллейбус cистема многих единиц / Trolleybus sistema mnogich jediniz), auch Oberleitungsbuszüge (russisch Троллейбусные поезда / Trolleybusnye poezda) genannt, sind eine Sonderform des Oberleitungsbus-Betriebs, die zwischen 1966 und 2013 in der Sowjetunion beziehungsweise ihren Nachfolgestaaten anzutreffen war. Während solche Mehrfachtraktionen im Schienenverkehr bereits seit Ende des 19. Jahrhunderts existieren, stellten sie im Straßenverkehr eine absolute Ausnahme dar.
Hierbei werden zwei zweiachsige Solo-Oberleitungsbusse permanent durch eine starre Kuppelstange miteinander verbunden. Die Lenkung des fahrerlosen hinteren Fahrzeugs erfolgt dabei rein mechanisch wie bei einem Anhänger mit Achsschenkellenkung. Die Sollwertgeber beider Wagen sind parallel geschaltet. Aus fahrdynamischen Gründen liegen die Stromabnehmer dabei nur bei einem Oberleitungsbus an, während das zweite Fahrzeug seine Energie mittels Starkstromkabel zugeführt bekommt. Auf diese Weise werden Probleme mit der Schleppkurve beim hinteren Wagen vermieden, da die Oberleitungsgeometrie – insbesondere in engen Kurven – nur eine begrenzte seitliche Abweichung von der Ideallinie erlaubt.
Die derart modifizierten Oberleitungsbusse können in der Regel nicht mehr einzeln eingesetzt werden, ähnlich den Zwillingstriebwagen beziehungsweise geführten Triebwagen bei der Straßenbahn. So fehlte den geführten Wagen häufig ein Teil der Führerstandseinrichtungen, die Frontscheinwerfer oder die Scheibenwischer. Die Gespanne konnten daher teilweise nur im Depot getrennt und zusammengefügt werden. Analog zu konventionellen Anhängerzügen war das vordere Fahrzeug eines Oberleitungsbuszugs früher außerdem mit einem gelben Anhängerdreieck versehen. Alle circa 750 jemals existierenden Oberleitungsbuszüge entstanden dabei nachträglich durch Umbau in den Werkstätten der jeweiligen Verkehrsunternehmen, fabrikneu waren sie hingegen nie erhältlich.

## Vor- und Nachteile
Wichtigster Vorteil der Doppeltraktionen ist ihre um circa ein Drittel höhere Beförderungskapazität sowie die bessere Beschleunigung gegenüber einem Gelenkwagen, bei gleichzeitig geringerem Personalbedarf im Vergleich zu zwei Einzelwagen. Auch im Vergleich zum Betrieb mit antriebslosen Anhängern ist die bessere Beschleunigung der entscheidende Vorteil.
Nachteilig wirkt sich bei den Gespannen hingegen die geringere Wendigkeit, der höhere Stromverbrauch, der größere Reparaturaufwand sowie die fehlende Durchgangsmöglichkeit zwischen den beiden Wagen aus. Letztere erfordert gegebenenfalls auch zwei Schaffner. Des Weiteren müssen die Gespanne aus Sicherheitsgründen mit gedrosselter Geschwindigkeit verkehren, vor allem da der zweite Wagen bei einer etwaigen Zugtrennung nicht zwangsgebremst werden kann und ungelenkt weiterfahren würde. Die Züge besitzen keine Druckluft-Verbindung, die Bremsen des hinteren Wagens werden deshalb über Magnetventile elektrisch angesteuert. In Moskau beispielsweise wurde ihr Betrieb daher 1986 durch die Verkehrspolizei GAI verboten.

## Geschichte

### Vorgeschichte
Entwickelt wurden die Oberleitungsbusdoppeltraktionen in der ukrainischen Hauptstadt Kiew. Als Erfinder gilt Wladimir Philippowitsch Weklitsch (1938–1993), der im Jahr 1963 im Alter von nur 25 Jahren Direktor des örtlichen Oberleitungsbusdepots Nummer 2 wurde. Dieser auch „Oktober“ genannte Betriebshof war seinerzeit einer der größten der Sowjetunion. Bei seiner Amtsübernahme sah sich Weklitsch mit zwei großen Problemen konfrontiert. Zum einen sorgte der hohe Schadbestand dafür, dass meist nicht genügend Wagen für den Linienbetrieb zur Verfügung standen. Vor allem aber fehlten Fahrer in ausreichender Zahl, um den damals stark ansteigenden Oberleitungsbusverkehr zu bewältigen. Während ersteres Problem durch einen neuen viertägigen Wartungszyklus gelöst werden konnte, stellte sich die Lösung des Kapazitätsproblems weitaus schwieriger dar.
Zusätzliche Solowagen konnten nicht in unbegrenzter Zahl eingesetzt werden. Ursächlich hierfür war – abgesehen von den Personalproblemen – die dichtbefahrene Kreuzung bei der Station Universität der Metro Kiew. Weil dort damals schon alle 20 Sekunden ein Oberleitungsbus fuhr, war keine weitere Taktverdichtung möglich. Kritisch war außerdem die Linie 18 mit einer Wagenfolge von nur 30–40 Sekunden in den Hauptverkehrszeiten. Gelenkwagen wiederum wurden in der UdSSR nach dem Zweiten Weltkrieg nur in kleinen Stückzahlen produziert, von 1964 bis in die 1980er Jahre hinein waren sie schließlich gar nicht mehr erhältlich. Gleiches galt für die sozialistischen Bruderstaaten im Rat für gegenseitige Wirtschaftshilfe (RGW), auch dort konnten sich serienmäßig hergestellte Gelenkwagen erst ab der zweiten Hälfte der 1970er Jahre durchsetzen. Ein Import aus Westeuropa schied wiederum aus politischen und finanziellen Gründen aus.
Daher experimentierte auch Weklitsch Mitte der 1960er Jahre zunächst mit antriebslosen Anhängern, wie sie damals auch einige wenige andere sowjetische Städte wie Leningrad, Minsk, Moskau, Riga, Schytomyr oder Tiflis verwendeten. Während die genannten Städte teilweise Beiwagen verwendeten, die kleiner als die jeweiligen Zugfahrzeuge waren, verwendete Kiew einen gleich großen Anhänger, der aus einem demotorisierten Triebwagen gewonnen wurde. Damit konnten zwar doppelt so viele Fahrgäste befördert werden, jedoch bewährte sich dieses Prinzip in der ukrainischen Hauptstadt aufgrund ihrer hügeligen Topographie nicht. Denn zum einen überhitzte der Antrieb des Zugfahrzeugs zu schnell und zum anderen konnten diese Gespanne die – auf den Betrieb mit Solowagen ausgelegten – Fahrpläne nicht einhalten.

### MTB-82
79 Jahre nachdem der US-Amerikaner Frank Julian Sprague 1887 die Mehrfachtraktion im elektrischen Bahnbetrieb eingeführt hatte, gelang es Wladimir Weklitsch schließlich, diese auf den Oberleitungsbusverkehr zu übertragen. Hierfür wählte er den damals in Kiew wie in der übrigen Sowjetunion dominierenden Typ MTB-82 aus, der von 1945 bis 1961 produziert wurde. Diesen stattete er mit einer Vielfachsteuerung aus, zudem mussten die Bremsen synchronisiert werden. Der Testbetrieb mit einem 21,73 Meter langen Prototypzug aus zwei MTB-82 begann am 12. Juni 1966, bevor im September desselben Jahres der Fahrgastbetrieb auf der stark frequentierten Kiewer Linie 6 aufgenommen wurde. Nachdem dieser erste Versuch erfolgreich verlaufen war, bildete der Kiewer Trolleybusbetrieb im Oktober 1967 eine zweite Doppeltraktion. Schließlich folgten zwischen November 1967 und Juli 1968 insgesamt 47 weitere Einheiten, die jedoch beim Kiewer Werk für elektrischen Transport Dserschinski (russisch Киевский завод электротранспорта им. Дзержинского / КЗЭТ) entstanden, das auch selbst Oberleitungsbusse herstellte. Allein für die Linie 6 waren dabei 25 Züge eingeplant, deren Adaption 160.000 Rubel kostete.
Später optimierte Weklitsch seine Erfindung dahingehend, dass die Gespanne an den Endstellen in nur drei bis fünf Minuten voneinander getrennt werden konnten. Somit mussten die hinteren Wagen außerhalb der Hauptverkehrszeiten nicht mehr zwangsweise mitgeführt werden, dies war bei den anderen später für Doppeltraktionen verwendeten Baureihen nicht mehr möglich. 1971 erhielt Weklitsch für seine Erfindung das Ehrenzeichen der Sowjetunion.
Darüber hinaus verkehrte nur in Moskau 1970 kurzzeitig eine MTB-82-Doppeltraktion auf der Linie 33, dort blieb es jedoch bei diesem einen Versuchszug. Landesweit existierten somit inklusive der beiden Prototypen 50 Züge dieses Typs. Der letzte von ihnen war bis 1974 im Einsatz.

### Škoda 9Tr

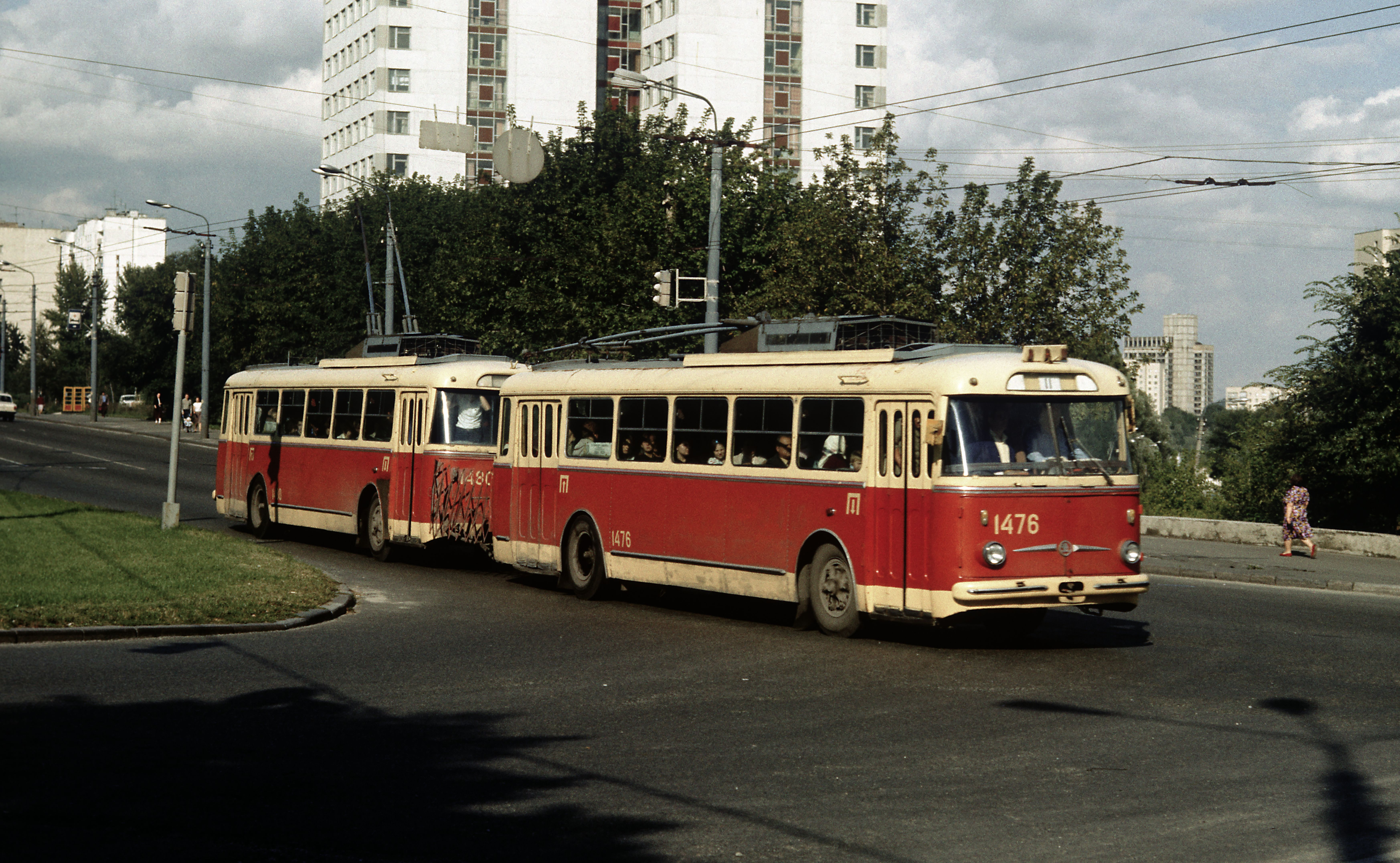
1986 in Kiew: 9Tr-Doppeltraktion mit beim hinteren Wagen angelegten Stromabnehmern, das Anhängerdreieck wurde Mitte der 1980er Jahre durch drei horizontal angeordnete Lampen ersetzt

Weil der Typ MTB-82 in den 1970er Jahren bereits technisch veraltet und zudem mit einer Länge von 10.365 Millimetern vergleichsweise kurz war, konzentrierte sich Wladimir Weklitsch bei der weiteren Entwicklung seiner Doppeltraktionen ab 1968 auf die modernere und etwas größere tschechoslowakische Baureihe Škoda 9Tr, deren serienmäßige Herstellung 1961 begann. Anders als beim MTB-82 waren bei den etwas längeren 9Tr-Traktionen, sie erreichten eine Gesamtlänge von 23,61 Metern, die Stromabnehmer beim hinteren statt beim vorderen Wagen angelegt.
Zwischen 1968 und 1983 entstanden allein in Kiew 296 Škoda 9Tr-Gespanne, das letzte von ihnen schied 1994 aus dem Bestand. Die ukrainische Hauptstadt war somit der Haupteinsatzort von Oberleitungsbusdoppeltraktionen, zusammen mit der Vorgängerbaureihe MTB-82 wurden dort im Laufe der Jahre 345 Paare gebildet. Später folgten weitere Städte diesem Beispiel, so dass zusammen 483 Züge des Typs 9Tr existierten:
| Oberleitungsbus Riga           | 103 Züge | im Einsatz zwischen 1973 und 20. Mai 2001 |
| Oberleitungsbus Tallinn        | 030 Züge | im Einsatz ab 1981                        |
| Oberleitungsbus Dnipropetrowsk | 022 Züge | im Einsatz ab 1974                        |
| Oberleitungsbus Charkiw        | 010 Züge | im Einsatz zwischen 1971 und 1984         |
| Oberleitungsbus Sewastopol     | 010 Züge | im Einsatz zwischen 1976 und 1989         |
| Oberleitungsbus Horliwka       | 06 Züge  | im Einsatz zwischen 1979 und 1992         |
| Oberleitungsbus Simferopol     | 03 Züge  | im Einsatz zwischen 1977 und 1985         |
| Oberleitungsbus Jerewan        | 01 Zug   |                                           |
| Oberleitungsbus Mariupol       | 01 Zug   |                                           |
| Oberleitungsbus Sochumi        | 01 Zug   |                                           |

Die serienmäßige Herstellung solcher Züge ab Werk war zeitweise unter der Bezeichnung Škoda 12Tr geplant, wurde aber nicht verwirklicht.

### ZiU-9

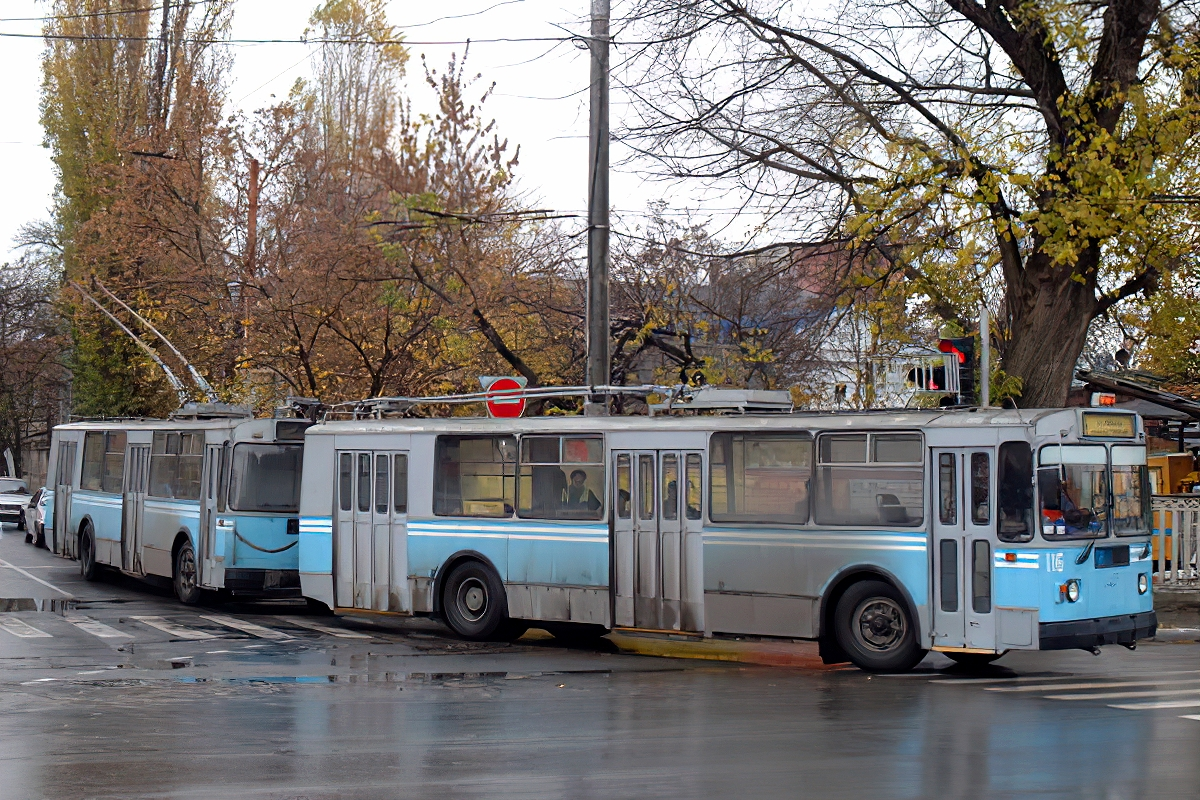
Von 2007 an waren Doppeltraktionen nur noch im russischen Krasnodar anzutreffen, hier die Wagen 116 und 117 im Jahr 2008

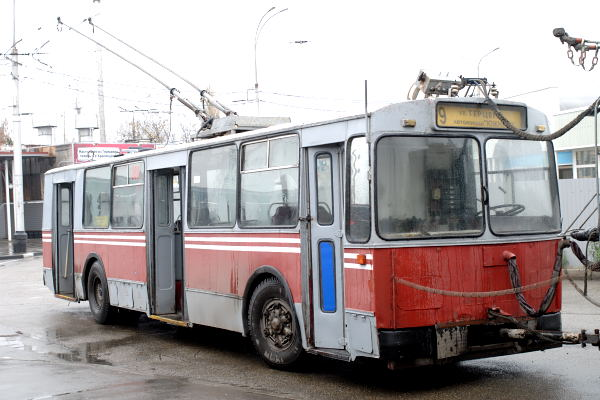
2008: Detailansicht eines geführten Wagens in Krasnodar, zwischen den beiden Wagen gespannte Seile sollen das Übersteigen der Kuppelstange verhindern, Frontscheinwerfer und Scheibenwischer sind ausgebaut

Als dritte und letzte Spenderbaureihe für sowjetische Oberleitungsbuszüge diente schließlich die ab 1970 gebaute Großserie ZiU-9. Von ihr wurden über 200 Doppeleinheiten gebildet, wobei die Stromabnahme wiederum über den geführten Wagen erfolgte. Diese Gespanne waren mit einer Länge von 25,05 Metern noch einmal etwas länger und konnten in folgenden Städten angetroffen werden:
| Sankt Petersburg | 116 Züge | im Einsatz zwischen 1982 und 2002                         |
| Nowosibirsk      | 025 Züge | im Einsatz zwischen 1984 und 1998, Anzahl eventuell höher |
| Samara           | 011 Züge | im Einsatz zwischen 1986 und 2001                         |
| Cherson          | 010 Züge | im Einsatz zwischen 1988 und 2002                         |
| Donezk           | 010 Züge | im Einsatz zwischen 1987 und 2007                         |
| Almaty           | 06 Züge  | im Einsatz ab 1981                                        |
| Krasnodar        | 05 Züge  | im Einsatz zwischen 1992 und 31. Dezember 2013            |
| Nischni Nowgorod | 05 Züge  | im Einsatz ab 1983                                        |
| Kemerowo         | 04 Züge  | im Einsatz ab 1991                                        |
| Odessa           | 04 Züge  | im Einsatz zwischen 1990 und 2005                         |
| Tschita          | 04 Züge  | im Einsatz zwischen 1984 und 1988                         |
| Mykolajiw        | 03 Züge  | im Einsatz zwischen 1990 und 2001                         |
| Omsk             | 03 Züge  | im Einsatz ab 1986                                        |
| Charkiw          | 02 Züge  | im Einsatz zwischen 1989 und 2006                         |
| Moskau           | 02 Züge  | Versuchsbetrieb ohne Fahrgäste im Jahr 1972               |
| Tscheljabinsk    | 02 Züge  | im Einsatz ab 1994                                        |
| Altschewsk       | 01 Zug   | im Einsatz ab 1998                                        |
| Sumy             | 01 Zug   | im Einsatz zwischen 1992 und 1996                         |
| Togliatti        | 01 Zug   | im Einsatz zwischen 1989 und 1993                         |

In fast allen dieser Städte wurde der Einsatz gekuppelter Obusse bis 2007 aufgegeben, nur in Krasnodar waren bis zum Jahresende 2013 noch drei ZiU-9-Gespanne im Einsatz. Da eine museale Erhaltung eines der drei Gespanne scheiterte, existiert letztlich nur in Sankt Petersburg eine – nicht betriebsfähige – historische Oberleitungsbusdoppeltraktion.

### Weitere Prototypen
Über die drei genannten Baureihen hinaus experimentierten die Verkehrsbetriebe in Charkiw, Dnipropetrowsk und Odessa ferner in den Jahren 1969–1972 mit zusammen sieben Doppeltraktionen der Typen Kiew-2 und Kiew-4, die Ergebnisse befriedigten nicht.
Außerhalb der ehemaligen Sowjetunion verkehrten planmäßig nur in der bulgarischen Hauptstadt Sofia ab 1976 kurzzeitig drei Škoda-9Tr-Doppeltraktionen. Diesbezügliche Testreihen ohne Fahrgäste führte der Hersteller Škoda darüber hinaus 1986 im tschechischen Hradec Králové mit einem für die Sowjetunion entwickelten 14Tr-Zug durch, der später unter den Bezeichnungen P-01 und P-02 (russisch П-01 und П-02) auch Probefahrten in Kiew unternahm. Herstellerseitig wurde dieses Gespann als Typ TV – 14Tr bezeichnet, wobei TV für Trolejbusový Vlak stand, tschechisch für Trolleybuszug.